# Juan Bautista Maíno
Juan Bautista Maíno (ook wel Maino of Mayno) (Pastrana, oktober 1581 – Madrid, 1 april 1649) was een Spaans schilder uit de periode van de barok en frater uit de orde van de Dominicanen. Zijn werken hangen onder andere in het wereldberoemde Prado in Madrid en het Museu Nacional d'Art de Catalunya in Barcelona.

## Biografie
Maíno was de zoon van een Milanese handelaar en een Portugese edelvrouw. Zij waren in dienst van Ana de Mendoza y de la Cerda, de Hertogin van Pastrana. Maíno woonde van 1600 tot 1608 in Italië. Hij keerde vervolgens enkele jaren terug naar Pastrana, om in 1611 naar Toledo te vertrekken. Twee jaar later voegde hij zich bij de Dominicaner orde; hij ging wonen in het Convento de San Pedro Mártir in Toledo. Filips III van Spanje haalde hem in 1620 naar het hof om tekenleraar van de toekomstige koning Filips IV van Spanje te worden. Aan het hof leerde Maíno de jonge Diego Velázquez kennen, die hij beschermde en hielp door het toewijzen van de taak om La expulsión de los moriscos te schilderen. Door dat werk te schilderen kon Velázquez zijn positie aan het Madrileense hof verstevigen. Maíno stierf in Madrid in 1649, op 67-jarige leeftijd.

## Werken
Tot 1958 werd Maíno veelal beschouwd als een Italiaans schilder, door zijn vorming in Italië en de afkomst van zijn vader. Vrijwel al zijn werk is religieus geïnspireerd. De Caravaggismestroming is belangrijk geweest voor zijn werken. De meeste werken van Maíno zijn te bezichtigen in het Pradomuseum in Madrid, dat in 2009 bovendien een tentoonstelling aan hem wijdde.
Hieronder staan zijn werken opgesomd, met het jaartal van schilderen en de huidige locatie:
- San Juan Bautista (1608-10, Kunstmuseum Basel, Bazel)
- Conversión de San Pablo (ca. 1610, Madrid)
- Conversión de San Pablo (ca. 1614, Museu Nacional d'Art de Catalunya, Barcelona)
- San Pedro arrepentido (ca. 1612, Barcelona)
- Paisaje con San Juan Bautista (ca. 1613, Madrid)
- Paisaje con María Magdalena penitente (ca. 1613, Madrid)
- Frescos de la Capilla Mayor de San Pedro Mártir (1611-13, Toledo)
- Retablo de San Pedro Mártir de Toledo (1612-14, Museo Nacional del Prado, Madrid)
  - Adoración de los pastores
  - Adoración de los Reyes Magos
  - Resurrección de Cristo
  - Pentecostés
  - San Juan Bautista en el desierto
  - San Juan Evangelista en Patmos
  - Magdalena penitente en la gruta de Sainte-Baume
  - San Antonio Abad en un paisaje
  - Santo Domingo de Guzmán
  - Santa Catalina de Siena
- Retablo de la Anunciación (Prado)
  - Trinidad (1612-20)
  - Anunciación (1610)
- Resurrección de Cristo (Gemäldegalerie Alte Meister, Dresden)
- Crucifixión, (Zaragoza)
- Imposición de la casulla a San Ildefonso
- Virgen de Belén
- Adoración de los pastores
- Magdalena penitente (1615, Genève)
- Pentecostés (1615-20, Prado)
- Retrato de caballero (1618-23, Prado)
- Frescos del sotocoro de San Pedro Mártir (1620-24, Toledo)
- San Jacinto (1620-24, San Pedro Mártir, Toledo)
- Retrato de Felipe IV (1623-25, Beiers Nationaal Museum, München)
- Retrato de caballero (1625, Beiers Nationaal Museum, München)
- San Agabo (Bowes Museum, Graafschap Durham)
- Adoración de los pastores (Hermitage, Sint-Petersburg)
- Adoración de los pastores (Meadows Museum, Dallas)
- Retrato del arzobispo José de Melo (Évora)
- Santo Domingo en Soriano (1629, Prado)
- Santo Domingo en Soriano (1629, Hermitage, Sint-Petersburg)
- Retablo de los Miranda (c. 1629, Pastrana)
  - Don Juan Miranda con San Francisco de Asís
  - Doña Ana Hernández con San Juan Bautista
- Recuperación de Bahía de Todos los Santos en Brasil (1634-35, Prado)
- Retrato de un monje dominico (1635-40, Ashmolean Museum, Oxford)
- Fray Alonso de Santo Tomás (1648-49, Museo Nacional d'Art de Catalunya, Barcelona)
- Sagrada Familia (Alcalá de Henares)

- Biblioteca Nacional de España: XX1517823
- Bibliothèque nationale de France: cb162315744 (data)
- Catàleg d'autoritats de noms i títols de Catalunya: 981058526686606706
- Gemeinsame Normdatei: 124586422
- International Standard Name Identifier: 0000 0001 2247 7641
- Library of Congress Control Number: no2009201964
- RKD-Nederlands Instituut voor Kunstgeschiedenis: 54233
- Système universitaire de documentation: 140179488
- Union List of Artist Names: 500010915
- Virtual International Authority File: 57549974
- WorldCat: E39PBJp69YmxQh6PtyvgHpvfv3